# مرحلة الطفرة
مرحلة الطفرة هو مصطلح يشير إلى الفترة الواقعة بين 1969 إلى العام 1980 في السعودية حيث ارتفعت المداخيل النفطية للدولة مما تسبب في طفرة اقتصادية قوية. وقد كان لهذه الطفرة آثار حيث حدثت بعض التغييرات المتسارعة في بعض المفاهيم، كذلك دور المؤسسة الدينية من خلال تخفيف المركزية وتوزيع المناصب الدينية وتهميش دور عائلة آل الشيخ الديني وحدث كذلك تحول من الفتوى الفردية إلى اللجنة الدائمة للإفتاء وضعف دور الرقابة على الإعلام والمطبوعات.
تم في هذه المرحلة (في عهد الملك فيصل) استقطاب العديد من النخب والمفكرين والعلماء الإسلاميين من بلاد عربية لمواجهة مخاطر المد القومي والشيوعي وغيره، حيث تم الاستفادة منهم في بلورة رؤية دينية تختلف عن المناهج السلفية التقليدية خاصة في الجامعات والتعليم العام. ولم يكن يتاح للرموز الإسلامية حرية تقديم خطاب مخالف للفقه السلفي أو الإفتاء الشرعي فكان محصوراً في جوانب محددة أغلبها مسائل عصرية. وفي هذه المرحلة كذلك وتزامناً مع الطفرة الاقتصادية حدثت أقصى درجات الانفتاح الاجتماعي والثقافي في توافر محظورات وقلة الضوابط وضعف الدور الرقابي لهيئة الأمر بالمعروف والنهي عن المنكر.

## عهد الملك خالد
سجلت الميزانية في عهده تطورا لافتا، حيث بلغ إجمالي الإيرادات في أول ميزانية أقرت عام 1975م 103 مليارات و384 مليون ريال، في حين بلغت النفقات 81 مليارا و784 مليون ريال.وفي العام الذي يليه، بلغت الإيرادات 135 مليارا و505 ملايين ريال. وفي عام 1977م، هبطت الإيرادات إلى 131 مليارا و505 ملايين ريال، بسبب الركود في أسواق النفط العالمية، وسجلت النفقات في هذا العام 138 مليارا و48 مليون لتصعد في الأعوام 1979، و1980، و1981 إلى 211 مليارا و196 مليون ريال، ثم 348 مليارا و100 مليون ريال، و368 مليارا و6 ملايين ريال، وبنفقات وصلت إلى أقل من الإيرادات.
| السنوات | الإيرادات | التطور 100% | النفقات  | التطور 100% |
| ------- | --------- | ----------- | -------- | ----------- |
| 1390    | 5966.0    | 100.0       | 59660    | 100.0       |
| 1393    | 13200.0   | 221.3       | 13200.00 | 221.3       |
| 1395    | 98247.0   | 1646.8      | 45743.0  | 766.7       |
| 1398    | 146493.0  | 2455.5      | 134253.0 | 2288.7      |
| 1400    | 160000.0  | 2681.9      | 180258.7 | 3021.4      |
| 1401    | 261516.0  | 4383.4      | 245000.0 | 4106.6      |
| 1402    | 340000.0  | 56990       | 297999.8 | 4995.0      |

## الخطاب الديني
بدأ الخطاب الديني في هذه المرحلة بنقد حاد اتجاه المتغيرات الجديدة، كالبنوك الربوية وأوضاع الشباب بالإضافة إلى موقف سلبي تجاه رعاية الشباب والأندية الرياضية، وكثر الحديث عن آخر الزمان.